# Rafael Lesmes
Rafael Lesmes Bobed (* 9. November 1926 in Ceuta; † 8. Oktober 2012 in Valladolid) war ein spanischer Fußballspieler.

## Karriere
Der Abwehrspieler Lesmes stand bei sechs Vereinen unter Vertrag, von denen die bekanntesten Real Madrid und Real Valladolid waren. Mit Madrid gewann er unter anderem fünf Mal den Europapokal der Landesmeister und viermal die nationale spanische Meisterschaft.
1958 bestritt er sein einziges Länderspiel für die spanische Nationalmannschaft. Bereits bei der Weltmeisterschaft 1950 in Brasilien hatte er im spanischen Kader gestanden, ohne aber zum Einsatz zu kommen.

## Erfolge
- Weltpokalsieger: 1960
- Gewinner des Europapokals der Landesmeister (5): 1955/56, 1956/57, 1957/58, 1958/59, 1959/60
- Gewinner der Copa Latina (2): 1955, 1957
- Spanischer Meister (4): 1953/54, 1954/55, 1956/57, 1957/58

(jeweils mit Real Madrid)